# Kelowna Rockets
Kelowna Rockets är ett kanadensiskt proffsjuniorishockeylag som är baserat i Kelowna, British Columbia och har spelat i den nordamerikanska proffsjuniorligan Western Hockey League (WHL) sedan 1995, när laget bildades. De har dock sitt ursprung i Tacoma Rockets som spelade i WHL mellan 1991 och 1995. Laget spelar sina hemmamatcher i Prospera Place, som har en publikkapacitet på 6 286 åskådare. De vann Memorial Cup för säsong 2003-2004 och WHL för säsongerna 2002-2003, 2004-2005 och 2008-2009.
Rockets har fostrat spelare som Mikael Backlund, Tyson Barrie, Jamie Benn, Troy Bodie, Blake Comeau, Pat Conacher, Kyle Cumiskey, Leon Draisaitl, Alexander Edler, Todd Fedoruk, Vernon Fiddler, Josh Gorges, Scott Hannan, Duncan Keith, Chuck Kobasew, Joel Kwiatkowski, Brandon McMillan, Kyle McLaren, Travis Moen, Tyler Myers, Scott Parker, Dale Purinton, Luke Schenn, Sheldon Souray, Nick Tarnasky, Václav Varaďa och Shea Weber som alla tillhör alternativt tillhörde olika medlemsorganisationer i den nordamerikanska proffsligan National Hockey League (NHL).